# NGC 747
NGC 747 је спирална галаксија у сазвежђу Кит која се налази на NGC листи објеката дубоког неба.
Деклинација објекта је - 9° 27' 46" а ректасцензија 1h 57m 30,4s. Привидна величина (магнитуда) објекта NGC 747 износи 14,0 а фотографска магнитуда 14,8. NGC 747 је још познат и под ознакама MCG -2-6-7, PGC 7366.